# نهال شيخ روحو
نهال شيخ روحو (صفاقس في 5 يناير 1987) هي لاعبة جودو تونسية.

## الإنجازات
في بطولة أفريقيا للجودو 2010 فازت نهال بميداليتين ذهبيتين في وزن فوق 78 كلغ والمنافسة المفتوحة.

## روابط خارجية
- نهال شيخ روحو على موقع الفيدرالية الدولية للجودو (الإنجليزية)
- نهال شيخ روحو على موقع JudoInside.com (الإنجليزية)
- نهال شيخ روحو على موقع AllJudo.net (الفرنسية)
- نهال شيخ روحو على موقع اللجنة الأولمبية الدولية (الإنجليزية)
- نهال شيخ روحو على موقع أوليمبيديا (الإنجليزية)

## مواضيع ذات صلة
- بطولة أفريقيا للجودو 2010
- هدى ميلاد